# Arquidiócesis de Armagh
La arquidiócesis de Armagh (en latín: Archidioecesis Armachana, en inglés: Roman Catholic Archdiocese of Armagh y en irlandés: Ard-Deoise Ard Mhacha) es una circunscripción eclesiástica de la Iglesia católica en el Reino Unido y en Irlanda. Se trata de una arquidiócesis latina, sede metropolitana de la provincia eclesiástica de Armagh. Desde el 8 de septiembre de 2014 su arzobispo y primado de toda Irlanda es Eamon Martin.

## Territorio y organización

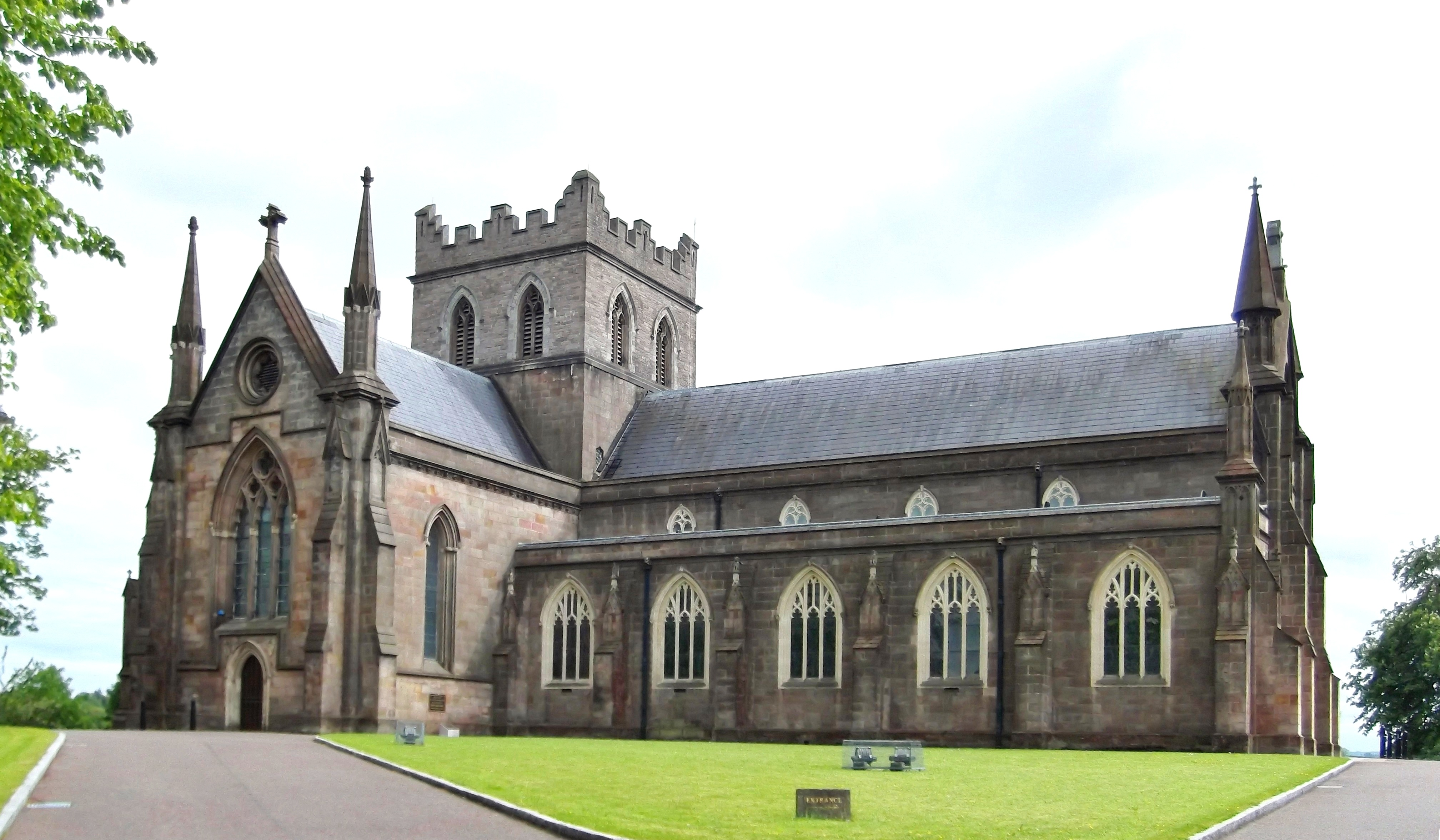
Antigua catedral católica de San Patricio, desde la Reforma anglicana pertenece a la Iglesia de Irlanda

La arquidiócesis tiene 2550 km² y extiende su jurisdicción sobre los fieles católicos de rito latino residentes en un territorio que se encuentra entre dos países: el condado de Louth en la República de Irlanda y parte de los condados de Derry, Tyrone y Armagh en Irlanda del Norte (en el Reino Unido). 

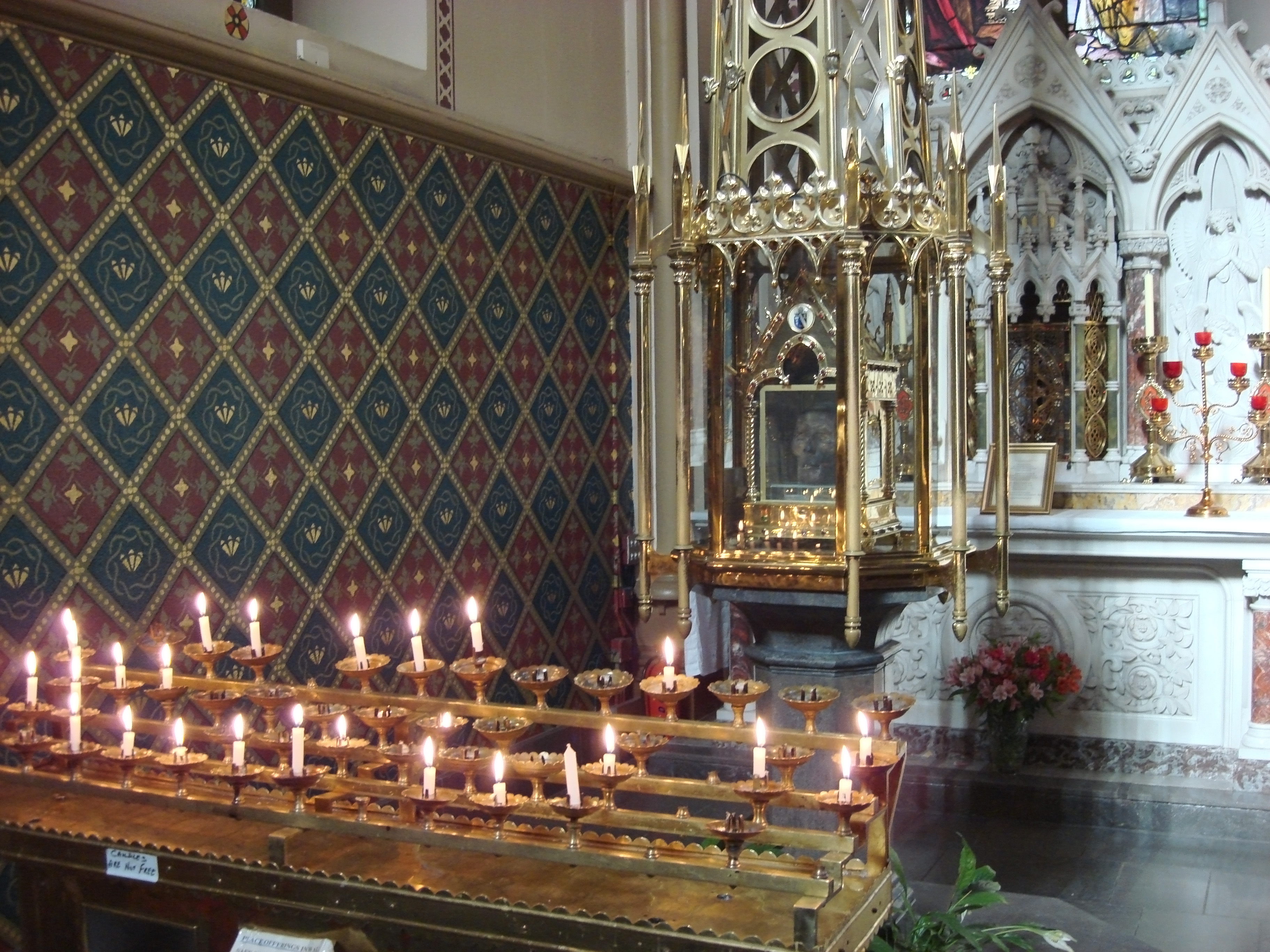
Santuario nacional en Drogheda

La sede de la arquidiócesis se encuentra en la ciudad de Armagh (en Irlanda del Norte), en donde se halla la Catedral de San Patricio, comenzada a construir en 1840 luego de la emancipación católica. La antigua catedral de San Patricio pasó a la Iglesia de Irlanda en 1536 durante la Reforma anglicana, y tras cambios de manos, ha permanecido en manos anglicanas desde el reinado de Isabel I de Inglaterra (1558-1603). En Drogheda (en la República de Irlanda) se encuentra la iglesia de San Pedro, en cuyo interior se encuentra la capilla dedicada a san Oliver Plunkett, considerado santuario nacional de la Iglesia católica irlandesa.
La arquidiócesis tiene como sufragáneas a las diócesis de: Ardagh, Clogher, Derry, Down y Connor, Dromore, Kilmore, Meath y Raphoe.
En 2023 en la arquidiócesis existían 61 parroquias, que desde el 12 de julio de 2009 se agrupan en 17 áreas pastorales: A – St John’s,	B – An Cioral, C – The Martyrs, D – Cardinal MacRory, E – St Colman’s, F – Tir Ui Neill, G – St. John Paul II, H – St Patrick’s, I – Cardinal Ó Fiaich, J – Killeavy, K – St Brigid’s, L – Peninsula, M – Dún Dealgan, N – Our Lady, Queen of Peace, P – St Cillian’s, Q – St Colmcille’s y R – St Oliver’s.

## Historia
La arquidiócesis de Armagh fue erigida en 445 y el primer obispo fue Patricio, el santo patrón de Irlanda. Fue el propio Patricio quien construyó una primera iglesia de piedra y fundó una famosa escuela, que atraía a alumnos incluso desde muy lejos. En 448 celebró un sínodo, del que aún se conservan los cánones; en uno de ellos se sentaron las bases para el reconocimiento de Armagh como sede primada de la Iglesia irlandesa.
En la Alta Edad Media, los primados de Armagh tenían derecho a realizar viajes de recolección para mantener la gran escuela de Armagh, que se dice que albergaba a 7000 estudiantes. Los viajes se realizaron a intervalos irregulares y en ellos el primado fue precedido por las reliquias de san Patricio. Esta costumbre cesó cuando la sede fue ocupada por prelados de origen inglés en el siglo XIII.
En el siglo XI la arquidiócesis fue usurpada durante más de ochenta años por laicos, que gobernaban la arquidiócesis a través de delegados eclesiásticos, pero que perdían todos los ingresos. Fue Bernardo de Claraval quien dio protagonismo continental a este escándalo, que terminó en 1106 cuando el laico Cellach se hizo consagrar obispo.
En el Sínodo de Ráth Breasail en 1111, se describió el territorio asignado a cada sede irlandesa y Armagh recibió casi todo el territorio que hoy posee, es decir, casi todos los condados de Armagh y Louth, aproximadamente la mitad de Tyrone, una pequeña porción de Derry y Meath: «La sede del arzobispo de Armagh desde Sliabh Breagh hasta Cuaille Ciannachta y desde Bior hasta Abhainn Mhór».
Hasta el Sínodo de Kells en 1152, que dividió Irlanda en cuatro provincias eclesiásticas, la arquidiócesis de Armagh era la única sede metropolitana de la isla de Irlanda. En Kells, la provincia eclesiástica de Armagh comprendía las diócesis de Connor, Down, Louth, Clonard, Kells, Ardagh, Raphoe, Rath Luraig, Duleek y Daruth.
Durante los episcopados de Patrick O'Scanlan y Nicholas McMaelisa, en la segunda mitad del siglo XIII, se completó la reconstrucción de la antigua catedral, luego de varias destrucciones.
Después del cisma anglicano, el papa Paulo III depuso al arzobispo George Cromer sospechoso de herejía, y fue reemplazado por Robert Wauchope, un renombrado teólogo, que participó en el Concilio de Trento. En 1553 el rey Eduardo VI nombró a Hugh Goodacre, un arzobispo protestante que asumió el título de primado y se apoderó de las rentas de la arquidiócesis. A partir de este momento, la sede primacial de Irlanda se dividió en dos, una católica y una anglicana.
La arquidiócesis vivió un período muy convulso de persecuciones y mártires. El arzobispo Richard Creagh murió en prisión en Londres en 1585 después de dieciocho años de prisión y tortura, su sucesor Edmund MacGauran murió de una herida en 1594, Peter Lombard (1601-1625) y Hugh MacCawell (1626) no pudieron ingresar a la arquidiócesis y ambos fallecieron en Roma.
A mediados del siglo XVII el arzobispo Hugh O'Reilly dirigió la revuelta antibritánica de los católicos irlandeses. En un sínodo celebrado en Kells en 1642 declaró legítima la guerra a los ingleses. Su sucesor Edmund O'Reilly (1657-1669) fue exiliado cuatro veces y murió en Lovaina en Bélgica. De 1669 a 1681 la arquidiócesis estuvo encabezada por Oliver Plunkett, quien defendió el derecho primacial de su arquidiócesis contra las pretensiones del arzobispo de Dublín. Posteriormente fue encarcelado por cargos falsos y fue martirizado, ahorcado, ahogado y descuartizado, según sentencia dictada por un tribunal enteramente protestante. Su sucesor Dominic Maguire fue exiliado desde 1691 y murió en París en 1707; durante este período, la sede fue administrada por un sacerdote diocesano, Patrick O'Donnelly, quien continuó administrando Armagh incluso cuando fue nombrado obispo de Dromore en 1697. La persecución británica de los católicos no permitió la presencia de un primado durante 23 años.
En 1719 dos breves del papa Clemente XI confirmaron los derechos primaciales de Armagh. Esto fue durante el episcopado de Hugh MacMahon, quien se vio obligado a huir de un lugar a otro y celebrar misa al aire libre. A pesar de los tiempos difíciles, a petición del papa, escribió el Ius primaziale Armacanum, una obra erudita para la defensa de los derechos primaciales de Armagh frente a Dublín. Le sucedió su sobrino Bernard MacMahon (1737-1747), quien también tuvo que esconderse mientras duró su episcopado.
Poco a poco la persecución anticatólica fue perdiendo ímpetu y el arzobispo Richard O'Reilly (1787-1818) fue el primer arzobispo que pudo vivir dignamente, también gracias a su fortuna personal. En 1793, después del Roman Catholic Relief Act 1793 que legitimó la jerarquía católica en el Reino de Irlanda, colocó la primera piedra de la Procatedral de San Pedro, en Drogheda, una de las primeras iglesias católicas construidas después de la Reforma protestante. Durante la ceremonia aparecieron los protestantes de Drogheda con su uniforme, armados con garrotes y espadas, pero de todos modos su protesta fue rechazada porque para entonces el catolicismo era plenamente legítimo.
William Crolly (1835-1849) fue el primer arzobispo desde la Reforma protestante que pudo residir en Armagh e inició la construcción de la nueva catedral, que tardó 60 años en construirse. Paul Cullen celebró un sínodo nacional en 1850, el primero desde el celebrado en 1642. El nuevo capítulo de la catedral se estableció en 1856, se abrió al culto en 1873 y se consagró solemnemente el 24 de julio de 1904 por el cardenal Vincenzo Vannutelli, legado especial del papa Pío X. Se debe a Michael Logue, el primer arzobispo de Armagh en ser creado cardenal (1887-1924), la finalización del interior de la catedral.

## Estadísticas
Según el Anuario Pontificio 2024 la arquidiócesis tenía a fines de 2023 un total de 240 000 fieles bautizados.
| Año                                                                             | Población            | Población | Población      | Sacerdotes | Sacerdotes    | Sacerdotes    | Bautizados por sacerdote | Diáconos permanentes | Religiosos | Religiosos | Parroquias |
| Año                                                                             | Bautizados católicos | Total     | % de católicos | Total      | Clero secular | Clero regular | Bautizados por sacerdote | Diáconos permanentes | Varones    | Mujeres    | Parroquias |
| ------------------------------------------------------------------------------- | -------------------- | --------- | -------------- | ---------- | ------------- | ------------- | ------------------------ | -------------------- | ---------- | ---------- | ---------- |
| 1950                                                                            | 132 100              | 203 050   | 65.1           | 266        | 176           | 90            | 496                      |                      | 168        | 440        | 55         |
| 1959                                                                            | 138 913              | 209 501   | 66.3           | 300        | 183           | 117           | 463                      |                      | 222        | 728        | 55         |
| 1970                                                                            | 146 573              | 224 953   | 65.2           | 275        | 171           | 104           | 532                      |                      | 220        | 609        | 56         |
| 1980                                                                            | 175 700              | 267 968   | 65.6           | 270        | 155           | 115           | 650                      |                      | 33         | 203        | 58         |
| 1990                                                                            | 193 644              | 286 553   | 67.6           | 285        | 149           | 136           | 679                      |                      | 196        | 408        | 60         |
| 1999                                                                            | 205 532              | 309 012   | 66.5           | 234        | 153           | 81            | 878                      |                      | 122        | 373        | 61         |
| 2000                                                                            | 208 567              | 314 048   | 66.4           | 240        | 155           | 85            | 869                      |                      | 124        | 365        | 61         |
| 2001                                                                            | 209 361              | 317 200   | 66.0           | 231        | 151           | 80            | 906                      |                      | 121        | 362        | 61         |
| 2002                                                                            | 217 234              | 323 678   | 67.1           | 226        | 149           | 77            | 961                      |                      | 113        | 351        | 61         |
| 2003                                                                            | 207 571              | 304 195   | 68.2           | 224        | 149           | 75            | 926                      |                      | 107        | 340        | 61         |
| 2004                                                                            | 215 912              | 323 544   | 66.7           | 192        | 137           | 55            | 1124                     |                      | 85         | 263        | 61         |
| 2006                                                                            | 221 395              | 326 945   | 67.7           | 190        | 138           | 52            | 1165                     |                      | 81         | 255        | 61         |
| 2012                                                                            | 227 950              | 334 751   | 68.1           | 186        | 125           | 61            | 1225                     |                      | 74         | 286        | 61         |
| 2015                                                                            | 234 057              | 327 246   | 71.5           | 189        | 124           | 65            | 1238                     | 10                   | 76         | 297        | 61         |
| 2018                                                                            | 242 860              | 348 000   | 69.8           | 173        | 118           | 55            | 1403                     | 14                   | 62         | 266        | 61         |
| 2020                                                                            | 267 400              | 374 132   | 71.5           | 162        | 112           | 50            | 1650                     | 14                   | 61         | 235        | 61         |
| 2022                                                                            | 239 229              | 403 539   | 59.3           | 155        | 107           | 48            | 1543                     | 14                   | 58         | 230        | 61         |
| 2023                                                                            | 240 000              | 386 000   | 62.2           | 156        | 105           | 51            | 1538                     | 17                   | 58         | 206        | 61         |
| Fuente: Catholic-Hierarchy, que a su vez toma los datos del Anuario Pontificio. |                      |           |                |            |               |               |                          |                      |            |            |            |

## Episcopologio
- San Patricio † (445-455 renunció)

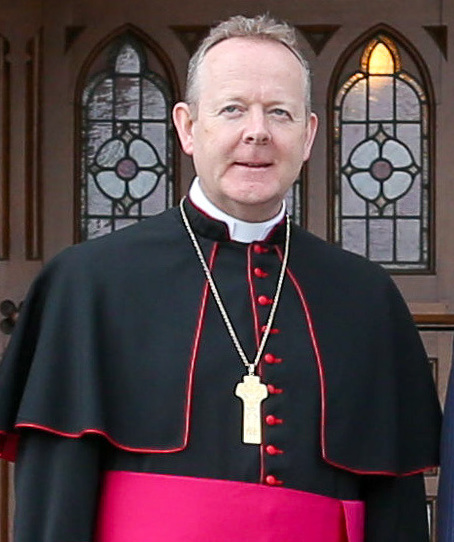
Eamon Martin, arzobispo de Armagh desde 2014

- San Benigno † (455 por sucesión-465 renunció)
- Jarlath † (465 por sucesión-11 de febrero de 482 falleció)
- Cormac † (482-17 de febrero de 497 falleció)
- Duach I † (497-513 falleció)
- Ailild I † (?-13 de enero de 526 falleció)
- Ailild II † (?-1 de julio de 536 falleció)
- Duach II † (536-548 falleció)
- David MacGuaire † (548-551 falleció)
- Feidlimid Fin † (551 por sucesión-578 falleció)
- Cairlan † (578-588 falleció)
- Eochaid MacDermod † (588-enero de 598 falleció)
- Senach † (598-610 falleció)
- McLaisir † (610-2 de septiembre de 623 falleció)
- Thomian MacRenan † (623-10 de enero de 661 falleció)
- Segon † (661-24 de mayo de 688 falleció)
- Flan † (antes de 693-24 de abril de 715 falleció)
- Suibney † (715-21 de junio de 730 falleció)
- Congusa † (730-750 falleció)
- Ceile Petrus † (750-758 falleció)
- Ferdachry † (758-768 falleció)
- Fendaloch † (768-771 renunció)
- Dubdalethy † (778-793 falleció)
- Ardilac † (793-794 falleció)
- Cudiniscus † (794-798 falleció)
- Conmach † (798-807 falleció)
- Torbac MacGorman † (807-16 de julio de 808 falleció)
- Nuat MacSegene † (808-19 de febrero de 812 falleció)
- Flangus MacLoingle † (812-822 o 826 falleció)
  - Artrigius † (822-833 falleció) (ilegítimo)
- Eugenius † (826-834 falleció)
- Faranan † (?-848 renunció)
- Dermod O'Tigernach † (?-852 falleció)
- Factna † (852-6 de octubre de 874 falleció)
- Ainmire † (874-875 falleció)
- Catasach MacRabartach † (875-883 falleció)
- Maeloba MacCrumvail † (883-885 falleció)
- Mael Brigid MacDornan † (886-22 de febrero de 927 falleció)
- Joseph † (927-936 falleció)
- Malpatrick MacMaol Tule † (936-936 falleció)
- Catasach MacDulgin † (?-957 falleció)
- Muiderach † (957-966 depuesto?)
- Dubdaleth II † (966-2 de junio de 998 falleció)
- Murechan † (998-1001 renunció)
- Melmurry † (?-3 de junio de 1020 falleció)
  - Amalgaid † (1021-1050 falleció) (laico)
  - Dubtalech † (?-circa 1064 renunció) (laico)
  - Maelisa † (?-24 de diciembre de 1091 falleció) (laico e ilegítimo)
  - Donald MacAmalgaid † (?-12 de agosto de 1105 falleció) (laico e ilegítimo)
- San Cellach † (23 de septiembre de 1106-1 de abril de 1129 falleció)
- San Malaquías O'Morgair † (1134-1 o 2 de noviembre de 1148 falleció)
- Giolla Josa † (antes de 1152-27 de marzo de 1174 falleció)
- Cornelius MacConcalede † (?-1175 falleció)
- Gilbert O'Caran † (1175-1180 falleció)
- Thomas O'Conor † (1180-1184 renunció)
- Maelisa O'Carrol † (1184-1184 falleció)
- Amlave O'Murid † (?-1185 falleció)
- Thomas O'Conor † (circa 1186-1201 falleció) (por segunda vez)
- Eugene MacGillivider † (1202-1216 falleció)
- Luke Netterville † (1217-17 de abril de 1227 falleció)
- Donatus O'Fidabra † (1227-octubre de 1237 falleció)
- Albert Suerbeer, O.P. † (30 de septiembre de 1240-9 de julio de 1247 nombrado obispo de Lübeck)
- Reginaldo de Bolonia, O.P. † (28 de octubre de 1247-julio de 1256 falleció)
- Abraham O'Connellan † (16 de marzo de 1257-21 de diciembre de 1260 falleció)
- Patrick O'Scanlan, O.P. † (5 de noviembre de 1261-16 de marzo de 1270 falleció)
- Nicholas McMaelisa † (14 de julio de 1270-10 de mayo de 1303 falleció)
- Dionysius † (1303/1304-?)
- John Taaffe † (27 de agosto de 1306-? falleció)
- Walter Joyce, O.P. † (6 de agosto de 1307-13 de noviembre de 1311 falleció)
- Roland Joyce, O.P. † (13 de noviembre de 1311-22 de agosto de 1322 depuesto)
- Stephen Seagrave † (16 de marzo de 1323-27 de octubre de 1333 falleció)
- David Mageraghty † (4 de julio de 1334-16 de mayo de 1346 falleció)
- Richard Fitz-Ralph † (31 de julio de 1346-16 de noviembre de 1360 falleció)
- Milo Sweetman	† (29 de octubre de 1361-11 de agosto de 1380 falleció)
- John Colton † (1381-1404 renunció)
- Nicholas Fleming † (11 de noviembre de 1404-después de 1416 falleció)
- John Swayne † (10 de enero de 1418-27 de marzo de 1439 renunció)
- John Prene † (27 de marzo de 1439-junio de 1443 falleció)
- John Mey † (26 de agosto de 1443-1456 falleció)
- John Bole † (2 de mayo de 1457-18 de febrero de 1471 falleció)
- John Foxalls, O.F.M. † (16 de diciembre de 1471-1474 falleció)
- Edmund Connesburgh † (5 de junio de 1475-noviembre de 1477 renunció)
- Ottaviano Spinelli † (23 de julio de 1478-junio de 1513 falleció)
- John Kite † (24 de octubre de 1513-12 de julio de 1521 nombrado obispo de Carlisle)
- George Cromer † (2 de octubre de 1521-23 de julio de 1539 depuesto)
  - Robert Wauchope † (23 de julio de 1539-1545 nombrado arzobispo) (administrador apostólico)
- Robert Wauchope † (1545-10 de noviembre de 1551 falleció)
- George Dowdall, O.Cruc. † (1 de marzo de 1553-15 de agosto de 1558 falleció)
- Donagh O'Tighe † (7 de febrero de 1560-1562 falleció)
- Richard Creagh † (22 de marzo de 1564-14 de octubre de 1585 falleció)
- Edmund MacGauran † (1 de julio de 1587-15 de febrero de 1594 falleció)
  - Sede vacante (1593-1601)
- Peter Lombard † (9 de julio de 1601-5 de septiembre de 1625 falleció)
- Hugh MacCawell, O.F.M.Obs. † (27 de abril de 1626-22 de septiembre de 1626 falleció)
- Hugh O'Reilly † (21 de agosto de 1628-febrero de 1653 falleció)
  - Sede vacante (1653-1657)
- Edmund O'Reilly † (16 de abril de 1657-8 de marzo de 1669 falleció)
- San Oliver Plunkett † (3 de agosto de 1669-11 de julio de 1681 falleció)
  - Sede vacante (1681-1684)
- Dominic Maguire, O.P. † (12 de enero de 1684-27 de septiembre de 1707 falleció)
  - Sede vacante (1707-1715)
- Hugh McMahon † (5 de julio de 1715-2 de agosto de 1737 falleció)
- Bernard McMahon † (8 de noviembre de 1737-27 de mayo de 1747 falleció)
- Ross McMahon † (3 de agosto de 1747-29 de octubre de 1748 falleció)
- Michael O'Reilly † (23 de enero de 1749-19 de abril de 1758 falleció)
- Anthony Blake † (21 de abril de 1758-29 de noviembre de 1787 falleció)
- Richard Reilly † (29 de noviembre de 1787 por sucesión-31 de enero de 1818 falleció)
- Patrick Curtis † (27 de agosto de 1819-24 de julio de 1832 falleció)
- Thomas Kelly † (24 de julio de 1832 por sucesión-14 de enero de 1835 falleció)
- William Crolly † (8 de mayo de 1835-6 de abril de 1849 falleció)
- Paul Cullen † (8 de enero de 1850-3 de mayo de 1852 nombrado arzobispo de Dublín)
- Joseph Dixon † (4 de octubre de 1852-29 de abril de 1866 falleció)
- Michael Kieran † (23 de noviembre de 1867-16 de septiembre de 1869 falleció)
- Daniel McGettigan † (11 de marzo de 1870-3 de diciembre de 1887 falleció)
- Michael Logue † (3 de diciembre de 1887 por sucesión-19 de noviembre de 1924 falleció)
- Patrick Joseph O'Donnell † (19 de noviembre de 1924 por sucesión-22 de octubre de 1927 falleció)
- Joseph MacRory † (22 de junio de 1928-13 de octubre de 1945 falleció)
- John Francis D'Alton † (13 de abril de 1946-1 de febrero de 1963 falleció)
- William John Conway † (9 de septiembre de 1963-17 de abril de 1977 falleció)
- Tomás Ó Fiaich † (18 de agosto de 1977-8 de mayo de 1990 falleció)
- Cahal Brendan Daly † (6 de noviembre de 1990-1 de octubre de 1996 retirado)
- Seán Baptist Brady (1 de octubre de 1996 por sucesión-8 de septiembre de 2014 retirado)
- Eamon Martin, por sucesión el 8 de septiembre de 2014